# Remo Breda
Remo Breda (Villorba, 27 marzo 1956) è un dirigente sportivo e attivista italiano.

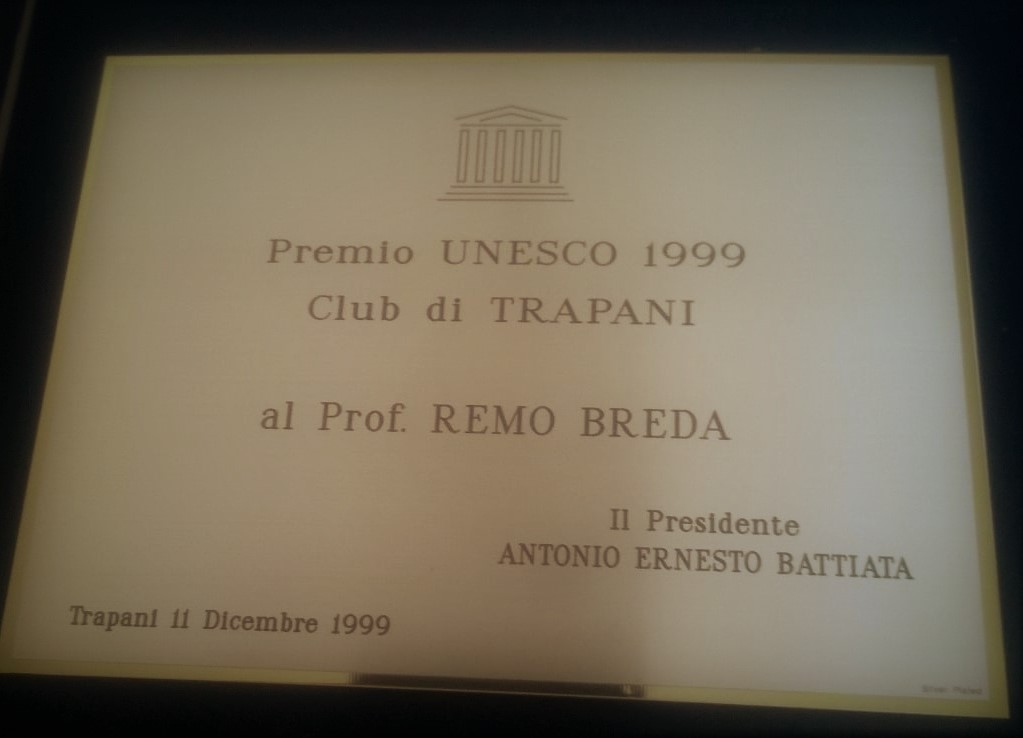
Premio UNESCO 1999

È membro direttivo della Giunta del Comitato Italiano Paralimpico. 
Ex docente di educazione musicale, unisce alle funzioni di dirigente sportivo una fervida attività in favore dell'inclusione dei disabili.

## Biografia
Remo Breda nasce a Villorba (Treviso) da genitori operai (padre tappezziere e madre sarta). Fin dalla più tenera età risulta affetto da una malattia oculare: la retinite pigmentosa (malattia progressiva che porta alla cecità completa). 
I genitori, con lungimiranza e senso concreto della situazione, lo mandano alla scuola materna del paese e, a sei anni lo inseriscono all'Istituto Luigi Configliachi di Padova, dove frequenterà con regolarità la scuola dell'obbligo e il Conservatorio di Musica, diplomandosi in pianoforte all'età di ventun anni presso la sezione di Padova del Conservatorio Benedetto Marcello di Venezia. 
Nello stesso anno (1977) inizia la professione di docente di Educazione Musicale presso la Scuola Media di Pieve di Soligo (TV), alla quale faranno seguito altre scuole del Trevigiano e quindi la “Leonardo da Vinci” di Mestrino (PD), dove ricopre per diciotto anni anche l'incarico di Collaboratore vicario del Dirigente Scolastico. 
Ha terminato il suo servizio nella scuola nel 2009.

## Attività ed incarichi per i disabili nello sport
Nella sua attività per l'inclusione e la valorizzazione delle persone disabili, Remo Breda ha pubblicato diversi articoli su giornali e riviste locali, nazionali, e sulla rivista federale. È intervenuto, in qualità di docente, nei corsi di formazione per allenatori e per tecnici delle diverse discipline sportive.
Profondo conoscitore della problematica della non vedenza, è autore di una brochure, edita in italiano ed in inglese, illustrativa delle discipline sportive praticate da persone con disabilità.
In ambito sportivo è stato uno dei fondatori del Gruppo Sportivo Non Vedenti Padova (G.S. No.Ve.) del 1984 del quale è divenuto vice presidente (1985) e Presidente (dal 1986 al 2000), portando la Società ai massimi livelli nazionali. La società padovana ha ottenuto due vittorie nel Campionato di calcio a 7, categoria B2/3, nelle stagioni 1987-1988 e 1988-1989, e due vittorie nel campionato di Serie A di Torball femminile, nel 1990-1991 e nel 1993-1994.
Nel 1990, dal momento di istituzione, è stato eletto Consigliere Federale della Federazione Italiana Sport Disabili, carica riconfermata anche per i quadrienni 1992-1996, 1996-2000 e 2000-2004, entrando subito a far parte del Consiglio di Presidenza. Nel 2000 è stato eletto vicepresidente vicario, entrando di diritto a far parte della Giunta Nazionale del Comitato olimpico nazionale italiano. L'incarico di vicepresidente vicario gli è stato confermato anche per i quadrienni 2004-2008 e 2008-2012 nell'ambito del nuovo Comitato Italiano Paralimpico.
All'interno della struttura federale ha ricoperto la carica di Presidente della "Commissione legislativa e carte federali" (1991-1996), di Presidente della “Commissione appalti e scelta ditte” (1996-2000), di Membro della “Commissione scuola ed attività giovanile” (1991-2000) e della “Commissione legislativa e carte federali” (1997-2000), di Consigliere delegato alla Commissione Tecnica Nazionale (1997-2000), di Responsabile nazionale di atletica leggera (1993-2000) e di judo (1997-2000) per non vedenti.
A livello internazionale è stato nominato Membro del Sottocomitato Calcio (1996-2002) e del Sottocomitato atletica leggera (1998-2004) dell'International Blind Sports Association (I.B.S.A.).
Ha ricoperto l'incarico di Responsabile per l'atletica leggera in seno al Comitato Organizzatore dei Campionati Europei di atletica leggera e nuoto (Riccione 1997).
Nel 2002 ha ricoperto l'incarico di Delegato Tecnico dell'I.B.S.A. ai Campionati del mondo di Calcio a 5 per ipovedenti, svoltisi in diverse città lombarde.
Con la nascita del Comitato Italiano Paralimpico avvenuta nel 2005 è stato chiamato a ricoprire l'incarico di Presidente del Dipartimento n. 1 - Pallacanestro in carrozzina.
Il 25 settembre 2010 è stato eletto alla carica di Presidente della neonata Federazione italiana sport paralimpici per ipovedenti e ciechi (FISPIC), incarico ricoperto fino al 15 dicembre 2012.
Per il quadriennio 2012-2016 è stato eletto in Giunta Nazionale del CIP quale rappresentante delle Federazioni Sportive Paralimpiche e delle Discipline Sportive Paralimpiche, incarico confermato anche per i quadrienni 2017-2020 e 2021-2024.
Nel 2015 è stato eletto Vicepresidente de “Il Rompighiaccio”, una ONLUS con sede a Mestrino, che ha quale intento quello di far fare esperienze sportive e di socializzazione a ragazzi portatori di disabilità con loro coetanei normodotati.
Nel 2018 è stato nominato Presidente della Commissione Scuola e Vicepresidente della Commissione Benemerenze Sportive. È intervenuto in convegni e seminari, nonché ad incontri con studenti di ogni ordine di scuola.

### Attività internazionale
Ha rivestito il ruolo di Capo Delegazione a:
- Campionati mondiali di atletica leggera (Berlino, 1994)
- Giochi paralimpici estivi di Atlanta 1996
- Campionati mondiali IBSA di atletica leggera, nuoto, judo e goalball (Madrid, 1998)
- Campionati mondiali di calcio a 5 (Campinas Brasile, 1998) Team Manager
- Giochi paralimpici estivi di Sydney 2000
- Campionati mondiali IBSA di atletica leggera, ciclismo, nuoto, judo e goalball (Québec Canada, 2003)[12]
- Campionati mondiali IBSA di atletica leggera, nuoto, judo e goalball (San Paolo del Brasile, 2007)
- Campionati mondiali di basket in carrozzina (Birmingham, 2010)[13]
- Campionati mondiali IBSA di Judo (Antalya Turchia, 2011)
- Campionati europei di ciclismo (Mosca, 1991)
- Campionati europei di atletica leggera paralimpica (Dublino, 1993 e Valencia, 1995),
- Campionati europei di atletica leggera e nuoto (Riccione, 1997) Team Manager
- Campionati europei di goalball serie C (Israele, 2004)
- Campionati europei Under-23 di basket in carrozzina (Istanbul, 2006)
- Campionati europei di basket in carrozzina (Adana Turchia, 2009)[14]
- Campionati europei di Calcio B1 (Aksaray Turchia, 2011)[15]
- Giochi del Mediterraneo di Tunisi 2001.

## Attivismo sociale
È stato nominato rappresentante federale in seno alla commissione “Una banca per tutti”, promossa dall'Ambroveneto per studiare le modalità di abbattimento delle barriere architettoniche all'interno degli istituti bancari.
Dal 2000 al 2005 ha ricoperto la carica di Presidente della Cooperativa Sociale di tipo B “Officina dei sensi”, realtà specializzata nell'assaggio dell'olio d'oliva che vedeva occupati lavoratori ciechi e sordomuti.
Nel 2016 è stato eletto Vicepresidente di “Storia e vita”, con sede a Rubano (PD), un'associazione nata nel 2013 con lo scopo di stimolare la crescita culturale del territorio e la conoscenza consapevole dei fatti storici e sociali che attraversano la realtà attuale, invitando alle proprie iniziative personaggi direttamente coinvolti nei fatti oggetto di approfondimento, con il coinvolgimento di scuole e cittadinanza.
Il 18 aprile 2025 è stato eletto Presidente della sezione territoriale di Treviso dell'Unione italiana dei ciechi e degli ipovedenti (UICI).

## Riconoscimenti
- Premio “Una vita per lo sport”, 1996, conferito dal Comune di Padova.
- Premio “Club UNESCO Trapani” 1999.
- “Goccia di zaffiro al merito sportivo” per il 2002 conferita dalla F.I.S.D. nel 2003.[17]

## Onorificenze
- Premio l'Olimpo, alla carriera,[19] conferito dal Comitato Paralimpico Veneto il 28 settembre 2021.[20]